# Odile Barski
Pour les articles homonymes, voir Barski.
Odile Barski est une écrivaine et scénariste française, née le 7 février 1946 à Paris 12e[réf. nécessaire].

## Biographie
D'origine polonaise et descendante d’une lignée de rabbins de Brest-Litovsk, Odile Barski a des parents biologistes qui ont choisi la France comme terre d'asile à la fin de la guerre. Lors d'une interview, elle cite : 

« Mon père a participé aux recherches sur le vaccin de la poliomyélite et ses travaux sur les cellules hybrides ont été essentiels pour la génétique. À cinq ans, j’étais captivée par les cellules souches observées au microscope de mon père. Plus tard, les cours de Claude Lévi-Strauss au Collège de France m’ont poussée vers l’anthropologie. Quel homme fascinant ! Puis, j’ai bifurqué vers la sociologie. »

Entre l'écriture de polars et de romans noirs, Odile Barski se forge aussi un nom dans le monde du cinéma et de la télévision en écrivant plus de 150 scénarios.

### Vie privée
Épouse du réalisateur Marco Pauly, elle est la mère de l'acteur et réalisateur Rodolphe Pauly et de la chanteuse et comédienne Adrienne Pauly.

## Scénariste

### Cinéma
Elle a écrit son premier scénario en 1978, celui de Violette Nozière pour Claude Chabrol avec qui elle travaillera souvent par la suite. Ainsi en 1998  pour Au cœur du mensonge, avec Sandrine Bonnaire, Jacques Gamblin et Antoine de Caunes, ou L'Ivresse du pouvoir, avec Isabelle Huppert, François Berléand et Patrick Bruel. Odile Barski avait entre-temps participé à d'autres films d'autres réalisateurs, comme Le Cœur à l'envers de Franck Apprederis (1980), Si ma gueule vous plaît... de Michel Caputo (1981, avec Michel Galabru et Bernadette Lafont), Le Sang des autres (1984), Masques (1986), avec Philippe Noiret), Le Cri du hibou (1987) et Docteur M (1990).
Elle a contribué aux scénarios de Claude Chabrol en 2005 et 2008 pour L'Ivresse du pouvoir et Bellamy. Elle a écrit également le scénario de La Fille du RER pour André Téchiné en 2008.
En 2007, Odile Barski a été membre du jury du Festival du cinéma américain de Deauville, présidé par André Téchiné.

### Télévision
Odile Barski a aussi écrit de nombreux scripts pour la télévision. Ainsi pour la série Madame le juge (1978), Jo et Milou (1992) de Josée Dayan (avec Florent Pagny et Jean-Claude Dreyfus), Antoine (1996) de Jérôme Foulon (avec Zabou Breitman et Aurélien Recoing), Zaïde, un petit air de vengeance (1999) pour Josée Dayan, avec Jeanne Moreau, Guillaume et Julie Depardieu, Mathieu Amalric et Denis Podalydès), ou L'Affaire Dominici avec Michel Serrault et Michel Blanc.

## Écrivain
Odile Barski a écrit plusieurs romans, notamment L'Entorse (1988), Lecomte Thérèse (1996) et Et tout à coup ce rouge (2007).

## Œuvre

### Romans
- Zoé en mai, éditions Robert Laffont, 1973
- Chambre 12 n'oublie pas, éditions Robert Laffont, 1983
- L'Entorse, éditions Robert Laffont, 1988
- Le Maître enchanteur, Éditions Robert Laffont, 1989
- Lecomte Thérèse, éditions Jean-Claude Lattès, 1996 ; rééd., Éditions du Masque, coll. « Le Masque » no 2518, 2009
- Comment sera la fin, éditions Joëlle Losfeld, 2004
- Et tout à coup ce rouge, Éditions du Masque, 2007
- Transferts de fonds, Éditions du Masque, 2009
- Héritage sanglant, Éditions du Masque, 2010
- Never mort, Éditions du Masque, coll. « Le Masque » no 2532, 2011
- Quartier libre, Éditions Flammarion, 2013
- Le Manteau réversible[3], La Grande Ourse, 2015

### Théâtre
- 1995 : Le Livre des fuites, adaptation du roman de Jean-Marie Le Clézio, avec François Marthouret

## Filmographie

### Au cinéma
- 1976 : Les Conquistadores de Marco Pauly (scénario, adaptation et dialogues)
- 1978 : Violette Nozière de Claude Chabrol (adaptation et dialogues)
- 1979 : Le Cœur à l'envers de Franck Apprederis (coadaptation avec Gérard Brach)
- 1981 : Le Sang des autres de Claude Chabrol (coadaptation et dialogues)
- 1986 : Masques de Claude Chabrol (scénario et dialogues)
- 1987 : Le Cri du hibou de Claude Chabrol (adaptation et dialogues)
- 1988 : Docteur M de Claude Chabrol (coauteur et dialogues)
- 1990 : Sans un cri de Jeanne Labrune (codialoguiste)
- 1995 : La Poudre aux yeux de Maurice Dugowson, d'après le roman de Maurice Achard (coauteur)
- 1998 : Au cœur du mensonge de Claude Chabrol (coscénariste, adaptation et dialogues)
- 2004 : L'Ivresse du pouvoir de Claude Chabrol (coscénariste, adaptation et dialogues)
- 2007 : Bellamy de Claude Chabrol (coscénariste, adaptation et dialogues)
- 2007 : La Fille du RER d'André Téchiné (coscénariste, adaptation et dialogues)
- 2008 : Sous les étoiles, d'après le roman de Chochana Boukhobza, éditions du Seuil
- 2009 : L'Envie de vivre de Claude Miller (coscénariste, adaptation et dialogues)
- 2013 : Tip Top de Serge Bozon (scénario écrit en collaboration avec Axelle Ropert et Serge Bozon)[4].

### À la télévision
- 1976 : Madame le juge : 2 + 2 = 4 de Claude Chabrol (scénario, adaptation et dialogues)
- 1979 : Monsieur Prokofiev (collection Les Grands Musiciens) de Claude Chabrol (scénario, adaptation et dialogues)
- 1986 : La Bavure de Nicolas Ribowski (scénario et dialogues)
- 1986-1992 : La Mafia, série 1 à 4 (adaptation et dialogues avec Ennio de Concini)
- 1988 : Pas de deux (coadaptation)
- 1989 : Fine Romance (adaptation française)
- 1990 : Warburg, le banquier des princes de Moshé Mizrahi, d'après le roman de Jacques Attali (coadaptation et dialogues)
- 1992 : Virginie Ravel, d'après une idée originale de Michel Martens et Laurence Bachman (coauteur avec Michel Martens pour les épisodes 1, 2, 3, 5 et 6 ; coauteur avec Jean-Guy Gingembre pour l'épisode 4)
- 1993 : Police secrets : Un alibi en or (coadaptation et dialogues)
- 1995 : Avocat d'office : Marchand de rêve de Daniel Vigne (scénario et dialogues), d'après une idée originale de Gabriel Aghion
- 1996 : Un homme de Robert Mazoyer (coadaptation et dialogues)
- 1996 : Hors limites : Le Piège et Mariage à la bulgare de Dennis Berry (coadaptation et dialogues)
- 1996 : Victor et François de Josée Dayan (coadaptation et dialogues)
- 1997 : Les Semailles et les Moissons de Christian François, d'après l'œuvre d'Henri Troyat (scénario, adaptation et dialogues)
- 1998 : Famille de cœur de Gérard Vergez (scénario, adaptation et dialogues)
- 1998 : Pur Sang de Marco Pauly (scénario, adaptation et dialogues)
- 1998 : La Caracole de Marco Pauly (scénario, adaptation et dialogues), série de 2 épisodes
- 1999 : L'Interpellation de Marco Pauly (scénario, adaptation et dialogues)
- 1999 : Zaïde, un petit air de vengeance de Josée Dayan (scénario)
- 2000 : Détectives : L'Ogre des bas-fonds, d'après le livre de René Reouven (scénario, adaptation et dialogues)
- 2000 : Romance sans paroles de Jean-Daniel Verhaeghe (scénario, adaptation et dialogues)
- 2000 : Jalousie de Marco Pauly (coscénariste, adaptation et dialogues)
- 2001 : Le Prix de l'honneur de Gérard Marx (adaptation et dialogues)
- 2003 : L'Affaire Dominici de Pierre Boutron, TF1 (adaptation et dialogues)
- 2003 : Une vie en retour de Daniel Janneau (scénario, adaptation et dialogues)
- 2003 : Les Courriers de la mort (adaptation et dialogues)
- 2004 : Sissi, l'impératrice rebelle de Jean-Daniel Verhaeghe (adaptation et dialogues)
- 2004 : La Boîte à images de Marco Pauly, France 3 (scénario, adaptation et dialogues)
- 2006 : Le Sang des Atrides de Bruno Gantillon (scénario, adaptation et dialogues), d'après le roman de Pierre Magnan
- 2006 : Charlotte Corday d'Henri Helman, France 3
- 2008 : La Loi des amants de Marco Pauly
- 2009 : L'Évasion de Laurence Katrian, TF1 (dialogues et adaptation)
- 2010 : Jade de Laurence Katrian
- 2010 : Le Sang des Atrides de Bruno Gantillon
- 2011 : Le Tombeau d'Hélios de Bruno Gantillon
- 2012 : Le Secret des andrônes de Bruno Gantillon
- 2013 : Le commissaire dans la truffière, de Bruno Gantillon
- 2015 : Le Vagabond de la Baie de Somme de Claude-Michel Rome